# Bruchstein

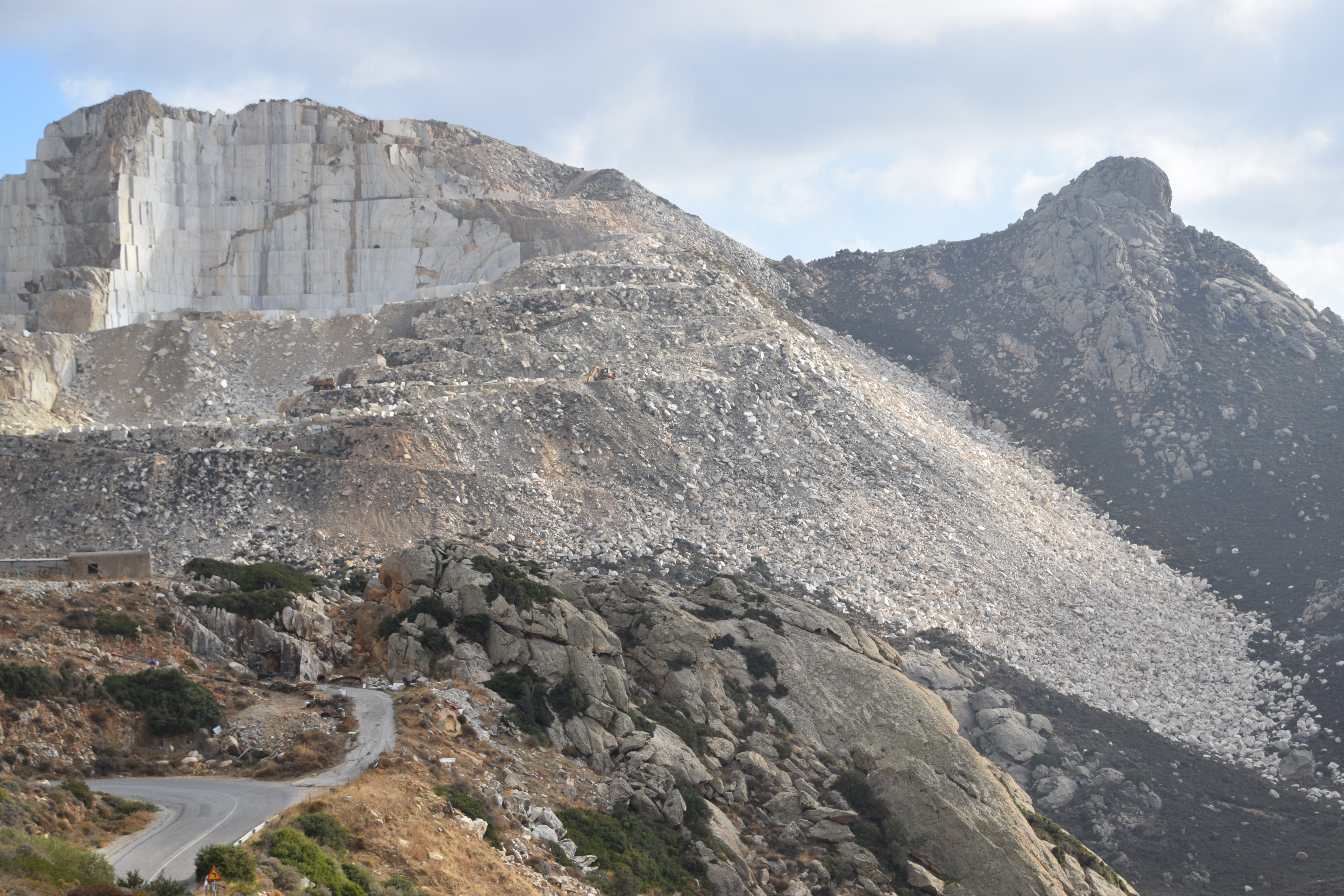
Halde an einem Marmor-Steinbruch auf Naxos

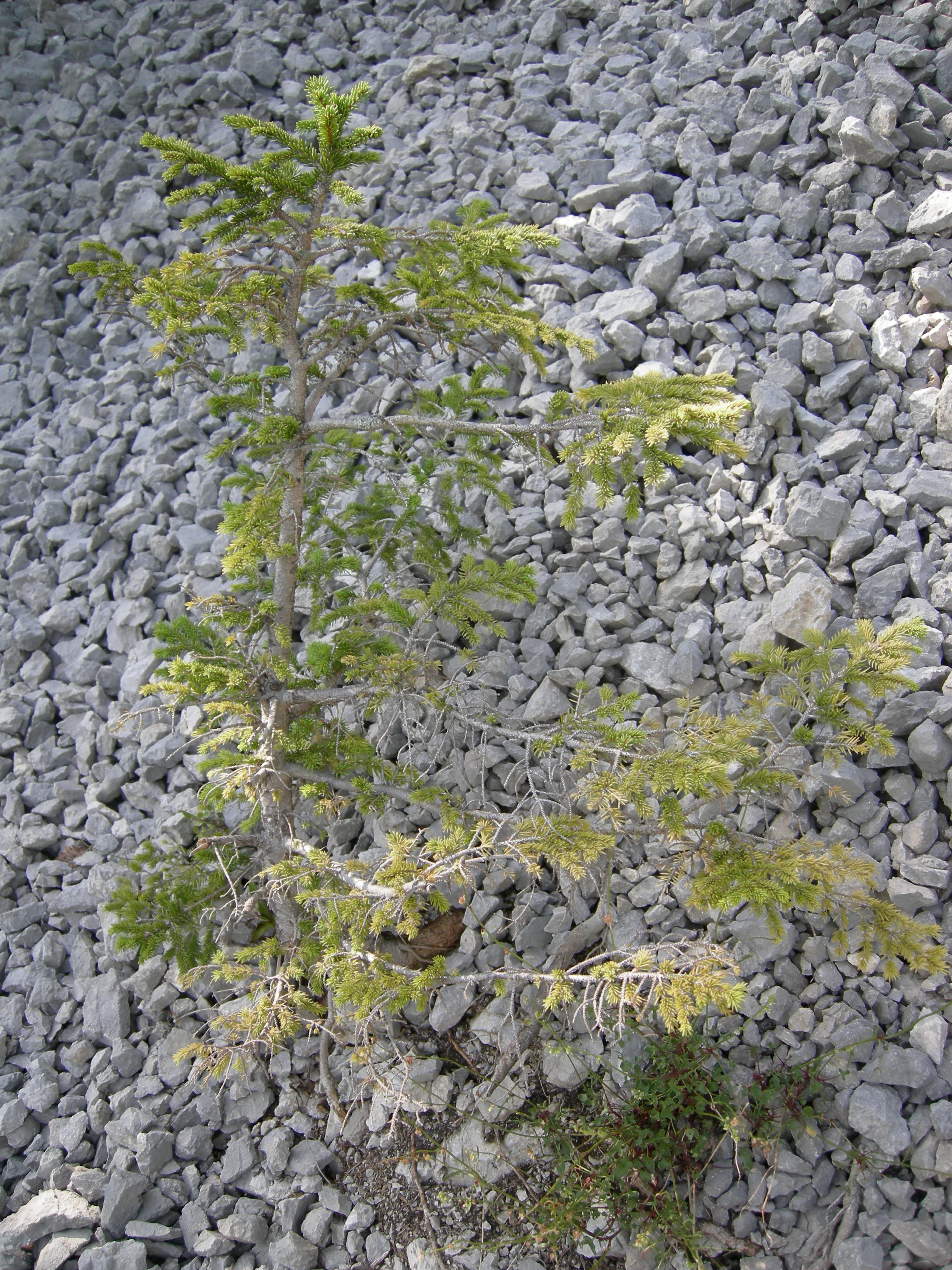
Blockhalde bei Begunje (Slowenien)

Bruchstein bezeichnet in technischem Kontext lockeres Gesteinsmaterial, das durch Abbruch größerer Felsen oder durch die Anwendung einer Technologie im Steinbruch primär entstanden ist. Bei feinerer Korngröße spricht man von Bruchsand (0–5 mm), Splitt (2–32 mm) oder Schotter (32–63 mm).

## Entstehung
Bruchsteine entstehen auf natürlichem Wege als Schutt durch physikalische Verwitterung von Felsen, beispielsweise durch Eissprengung, oder werden in Steinbrüchen abgebaut. Sie zeichnen sich durch ihre unregelmäßige Form, unbearbeitete Flächen und scharfe Kanten aus, die sie von Feldsteinen, Geröll, Kies und Rundsanden unterscheidet; zusammen mit diesen fallen sie unter den Oberbegriff Naturstein.

## Gewinnung

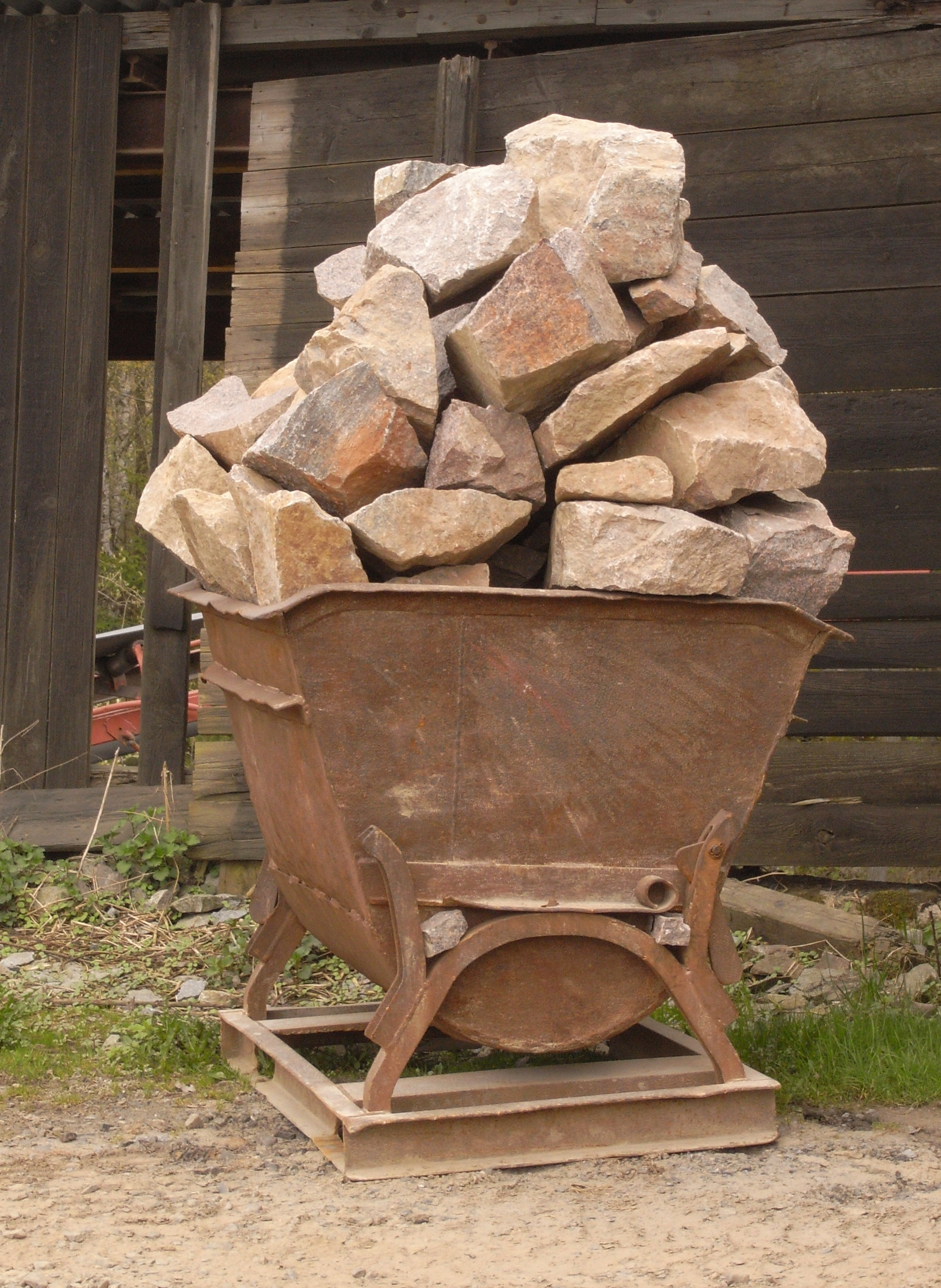
Für ein Mauerwerk vorbereitete Granitbruchsteine; die farbigen Mineralbeläge sind Kluftflächen.

Bruchsteine wurden ursprünglich nur durch Muskelkraft gewonnen. Zum Abbau der Steine dien(t)en Schlägel, Meißel, Keile und Brechstangen. In anderen Fällen wurde natürlicher Gesteinsschutt aufgelesen. Die Lage der Gewinnungsstelle zur Baustelle wurde so gewählt, dass Abbau und Transport mit möglichst wenig Aufwand erfolgen konnten. Wo vorhanden, wurden die natürlichen Gesteinsschichten oder Klüfte zur Gewinnung von Bruchsteinen genutzt. Je nach räumlicher Orientierung der Schichten oder Klüfte ergibt sich ein mehr oder weniger charakteristisches Bruchsteinbild.
Bruchsteine werden meist nur roh mit einem Hammer und mit Keilen zugerichtet und beim Versetzen bei Bedarf formgerecht gehauen; Sichtflächen werden je nach Verwendungszweck mehr oder weniger stark geglättet. In der modernen Produktion kommen Drucklufthämmer oder hydraulisch angetriebene Spaltmaschinen zur Anwendung. Der Transport zur Baustelle erfolgte ursprünglich durch Tragen, Ziehen oder Schleifen, zumeist jedoch mit Fuhrwerken, im Industriezeitalter zunehmend durch Lastkraftwagen. Bruchsteine wurden und werden in manchen Regionen gern wiederverwendet. Beim Abbruch von Gebäuden werden sie heute jedoch zumeist in Recyclinganlagen in Brechern zerkleinert.

## Verwendung
Bruchsteine werden entweder direkt als Baustoff verwendet, bei mechanischer Aufbereitung auf eine passende Sieblinie (Brecherprodukte) eingestellt oder zuerst weiterverarbeitet. Dabei werden die Steine auf gewünschte Größen gespalten oder anderweitig mechanisch bearbeitet, beispielsweise grob behauen, um eine gewünschte Form zu erhalten (Hausteine). Die Steine bewahren dabei im Allgemeinen ihre typische Struktur der Bruchflächen und -kanten. Der Übergang zum Werkstein kann fließend sein, beispielsweise beim hammerrechten Schichtmauerwerk.
In der heutigen Bauwirtschaft werden sie primär als Gesteinskörnungen verwendet – dort wo sie eine bessere Eignung als Flusssande oder Grubensande bieten, etwa in Gebirgsgegenden – und als Deckmaterial im Wegebau bzw. für Gründungen – weil sie sich besser verfestigen als Rundmaterial (Quarzsand). Sie finden häufig Verwendung als Zuschlagstoff für Betone und Mörtel, als Zusatz für Kunststeine, im Straßenbau oder als Gleisschotter, nachdem sie in der Korngröße richtig eingestellt wurden.
Daneben verbaut man Bruchstein auch für Natursteinmauerwerk und Trockenmauerwerk, ferner als Schroppen bzw. Wasserbausteine im Hochwasserschutz sowie bei der Damm- und der Wildbachverbauung. Weitere Verwendungen finden Bruchsteine im Garten- und Landschaftsbau oder versetzt als Pflasterbelag, als Gehwegplatten und Ähnliches.

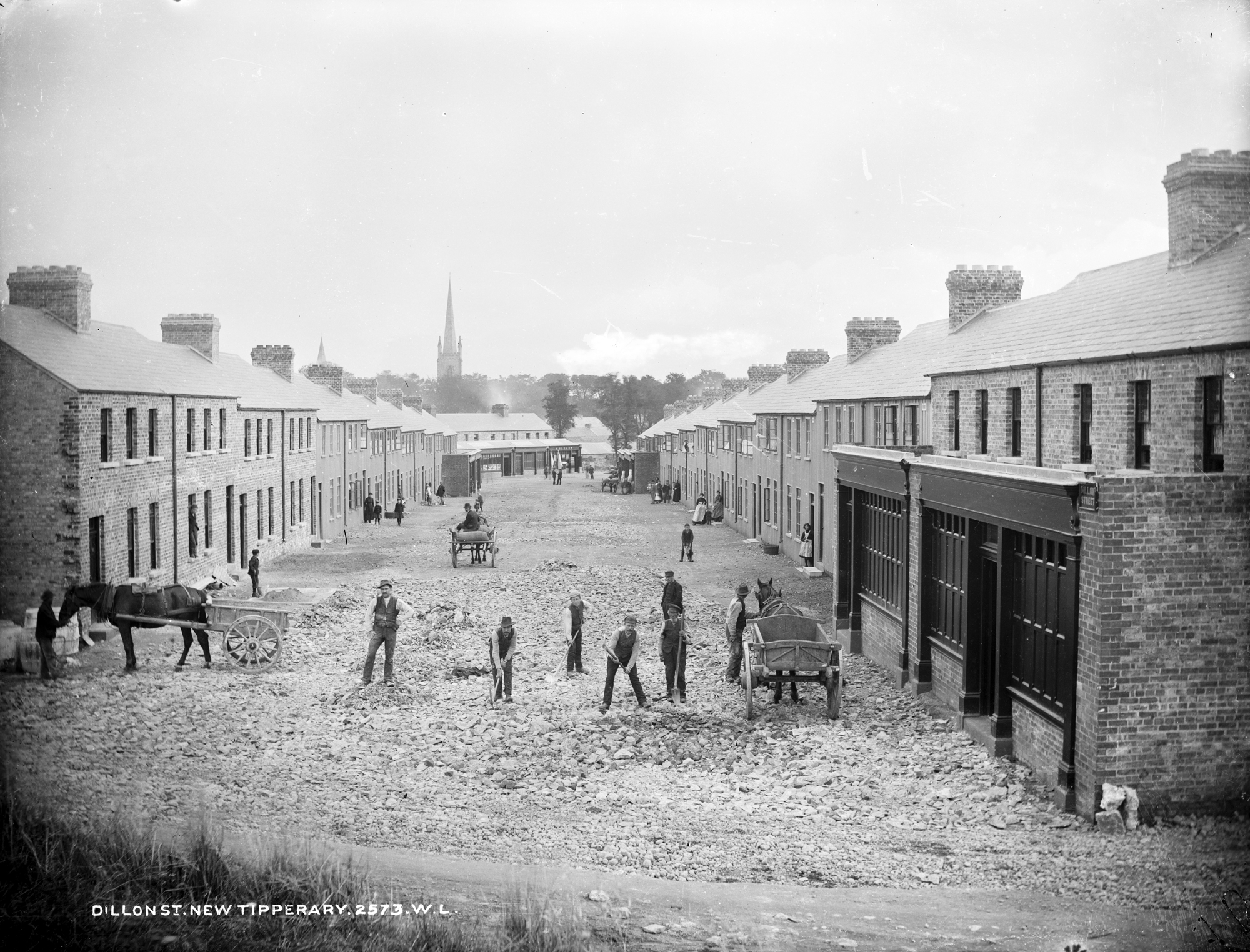
Straßenbettherstellung im historischen Wegebau
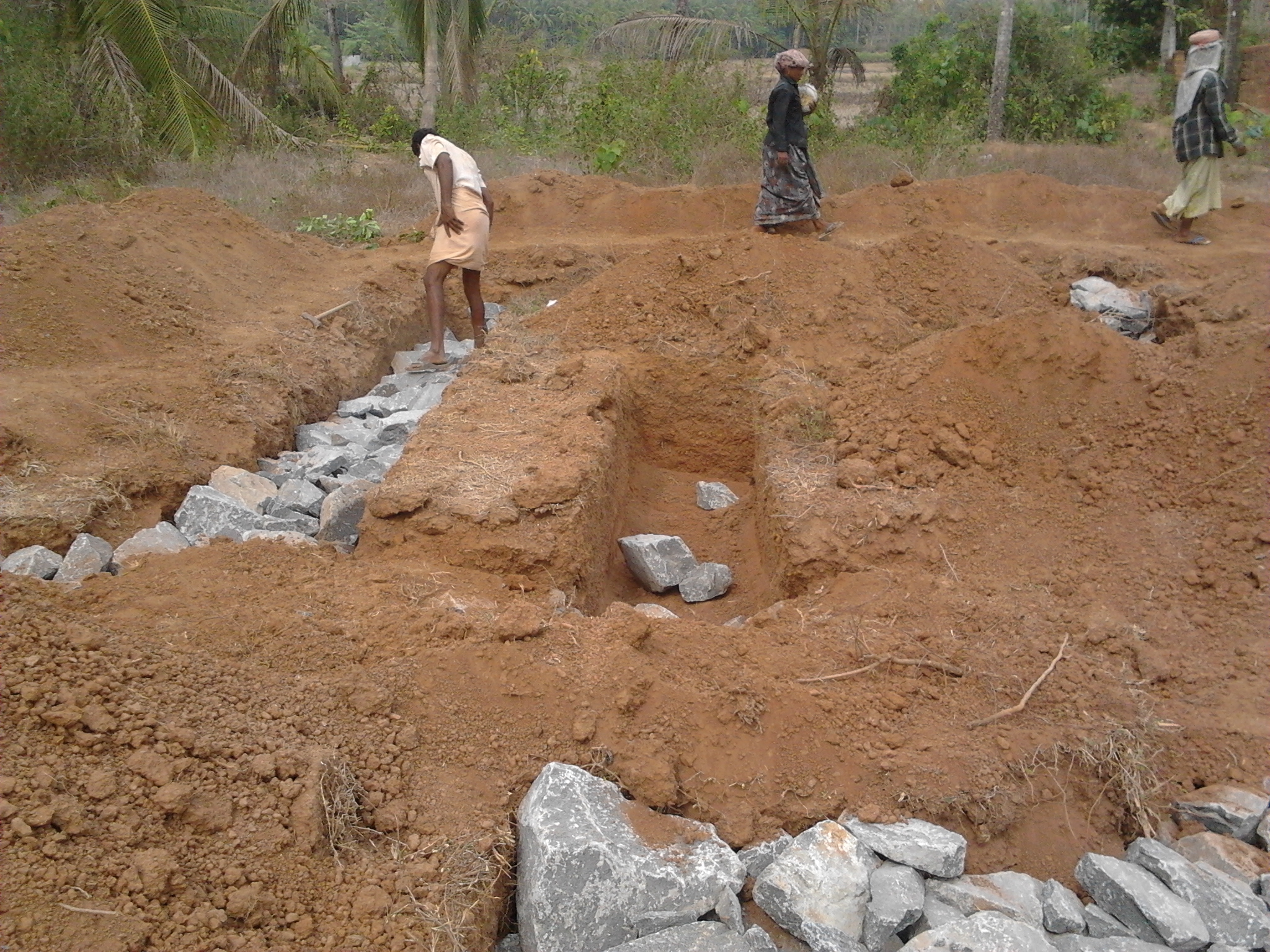
Bruchsteine als Gründungsmaterial in Südostasien
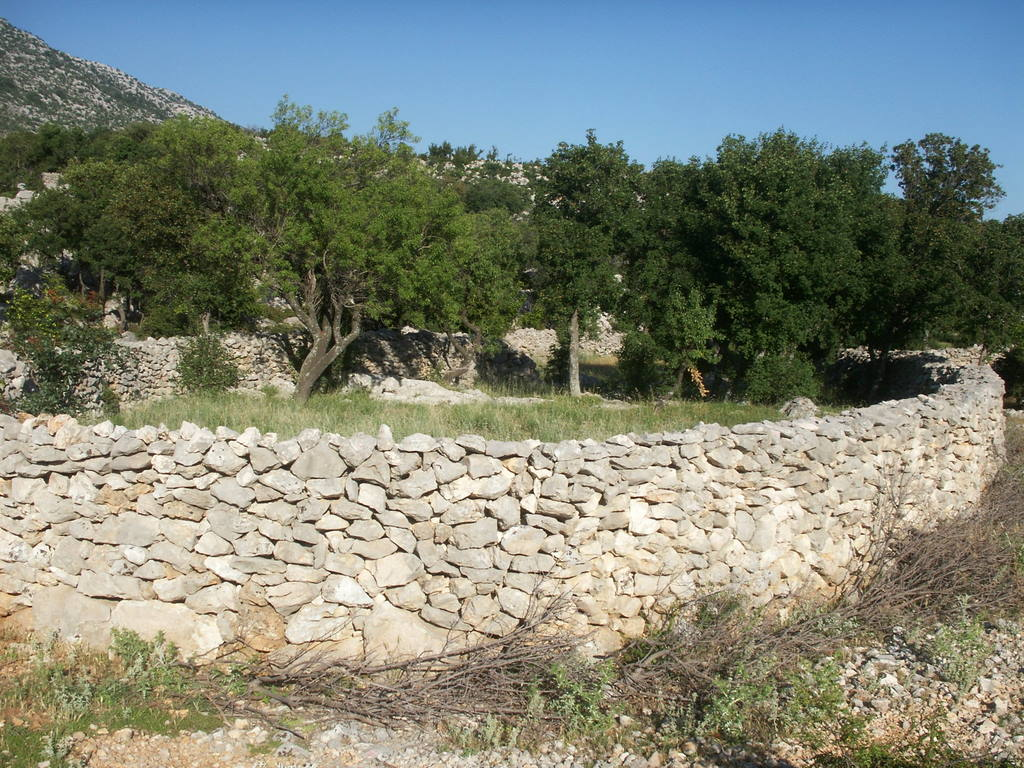
Bruchsteintrockenmauer im Velebit-Gebirge
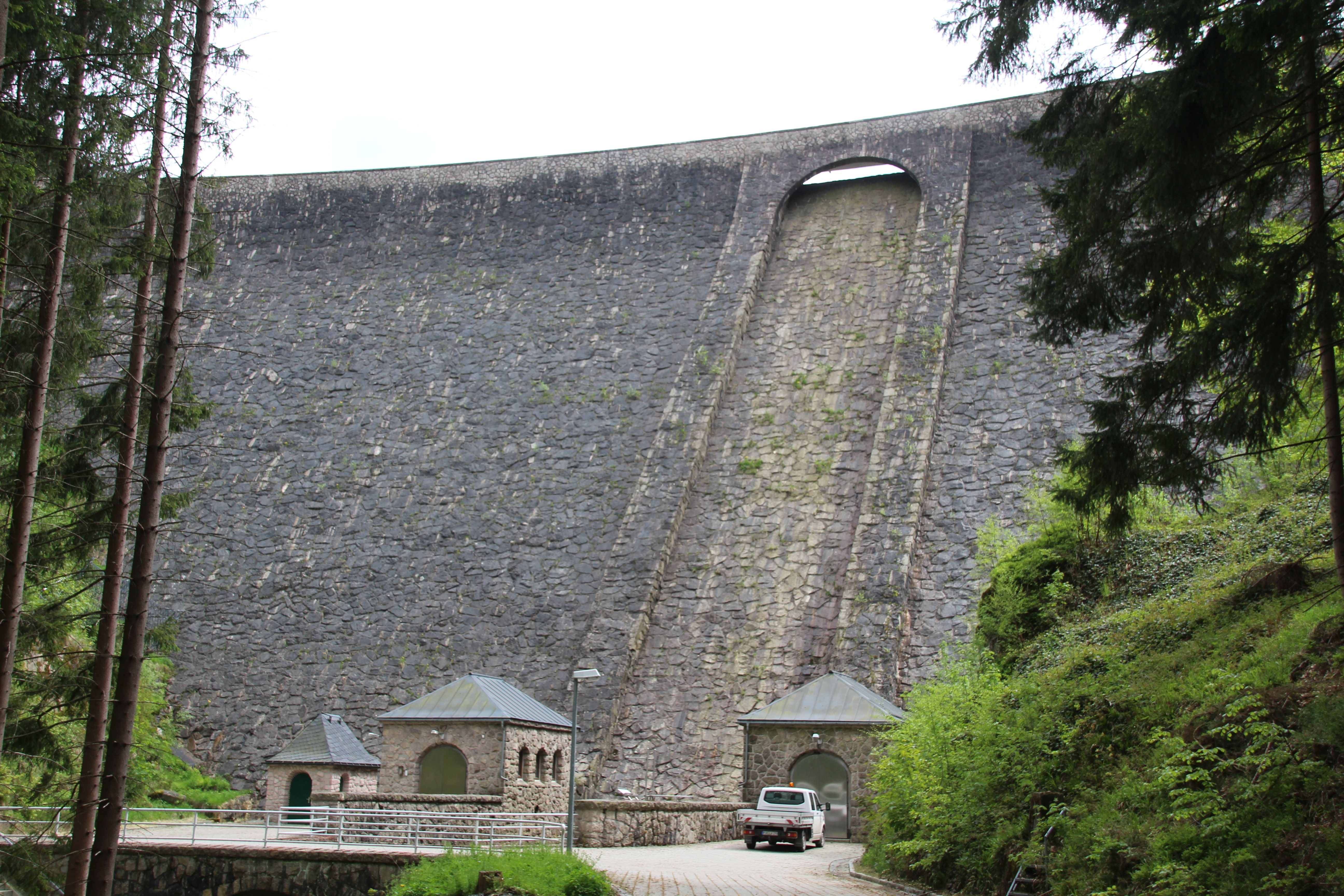
Talsperrenmauer mit Bruchsteinverkleidung (Talsperre Sosa)
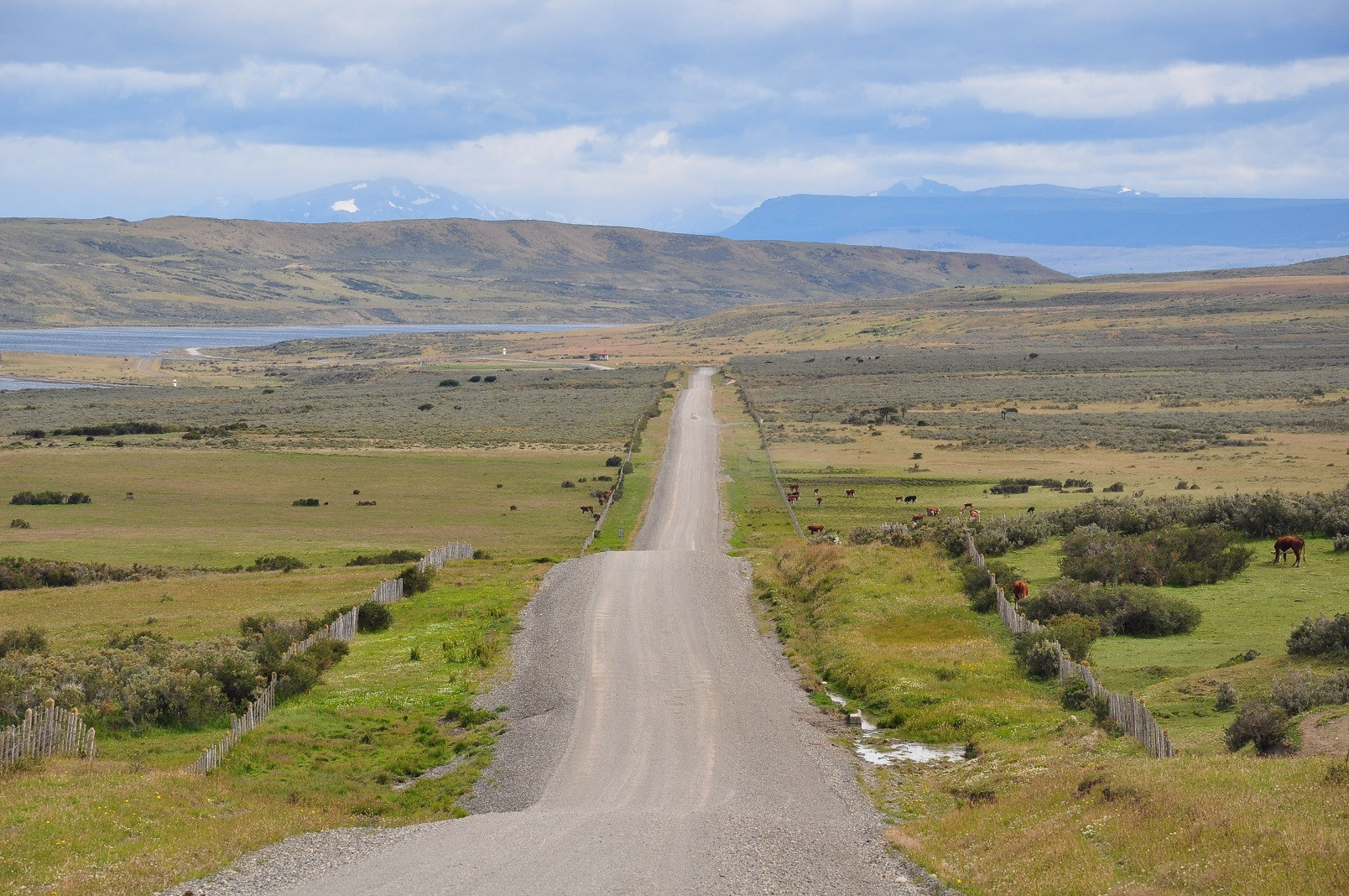
Schotterstraße bei Río Verde in chilenischen Teil von Patagonien
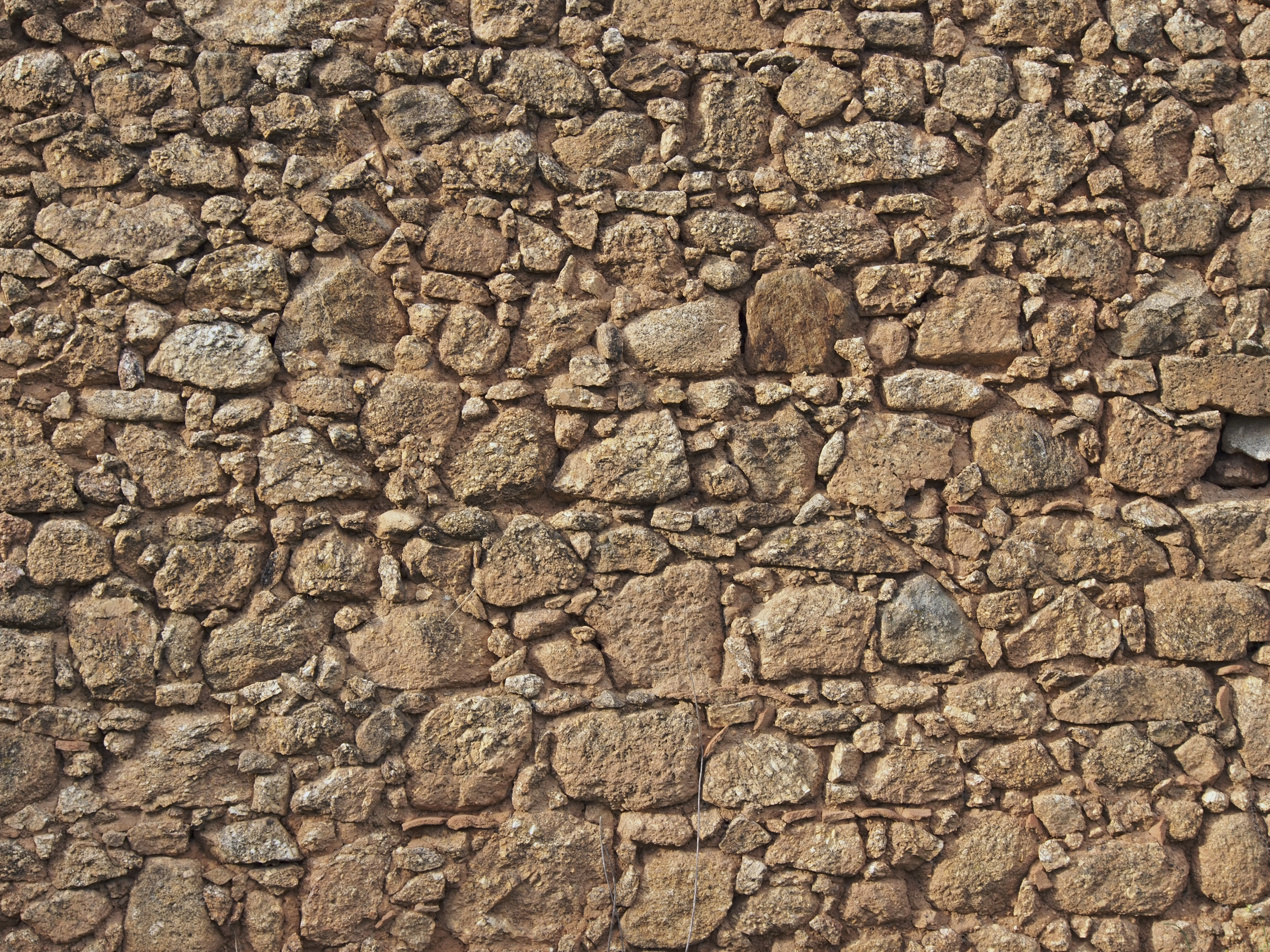
Bruchsteinmauer aus kleineren und größeren Steinen in Losar de la Vera
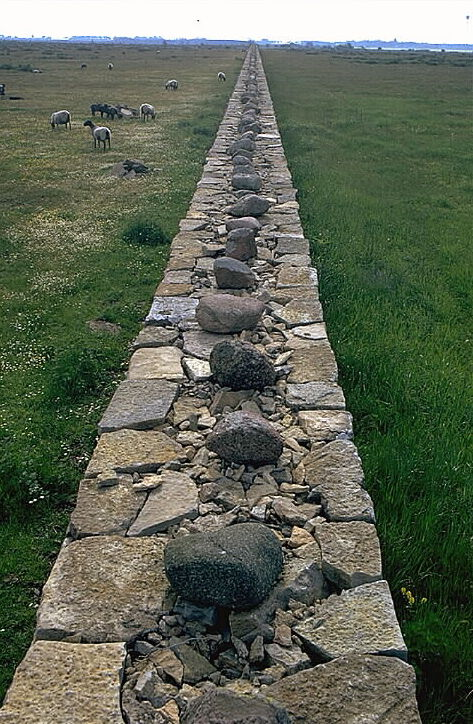
Karl X Gustafs mur aus Kalkstein auf Öland

## Bauphysikalische und technische Besonderheiten

### Temperaturausgleich
Neben der nachhaltigen Wiederverwendbarkeit speichert das oft sehr starke Bruchsteinmauerwerk Wärme und gibt sie in der Übergangszeit an die Innenräume weiter. Dadurch entsteht ein angenehmes Raumklima, in heißen Sommern bleiben die Räume länger kühl. Umgekehrt kühlen die Mauern bei langen tiefen Temperaturen aus, so dass die Räume sehr kalt werden, es muss kräftig geheizt werden (früher zumeist mit Kachelöfen). Daher wurden die Räume durch Holzblockeinbauten, Holzdecken, Holzböden und Täfelungen meist gut gedämmt. In langen heißen Sommern heizen die Innenräume auf, dagegen hilft gute Durchlüftung oder der Aufenthalt auf der sonnenabgelegenen Nordseite.

### Stabilität und Bauweise
Die Standfestigkeit von Bruchsteinmauerwerk ist abhängig von der Mauerstärke und wird wesentlich beeinflusst durch die Gesteinsart, den Mörtelverbund, die Steingröße und -form und den Baugrund. Meist sind die Ecksteine schwerer und exakter behauen. Stabiles Bruchsteinmauerwerk zu errichten erfordert sehr viel Erfahrung und Wissen des Maurers und Zimmermanns. Die Zusammenarbeit mit den Zimmerleuten war früher selbstverständlich, denn die Bauwerke erhielten erst durch die Verbindung mit den Balkenlagen der jeweiligen Geschosse bzw. den Fachwerkaufbauten ihre notwendige Stabilität. Beide Berufe waren aufeinander abgestimmt. Oftmals beherrschten die Baumeister beide Berufe. Entscheidend ist auch die Höhe des Bauwerks: Je höher ein Bruchsteinmauerwerk wird, umso tragfähiger bzw. stärker muss das jeweils darunterliegende Geschoss erstellt werden.

Demonstrationsbeispiele von traditionellen Bauweisen mit Bruchsteinen
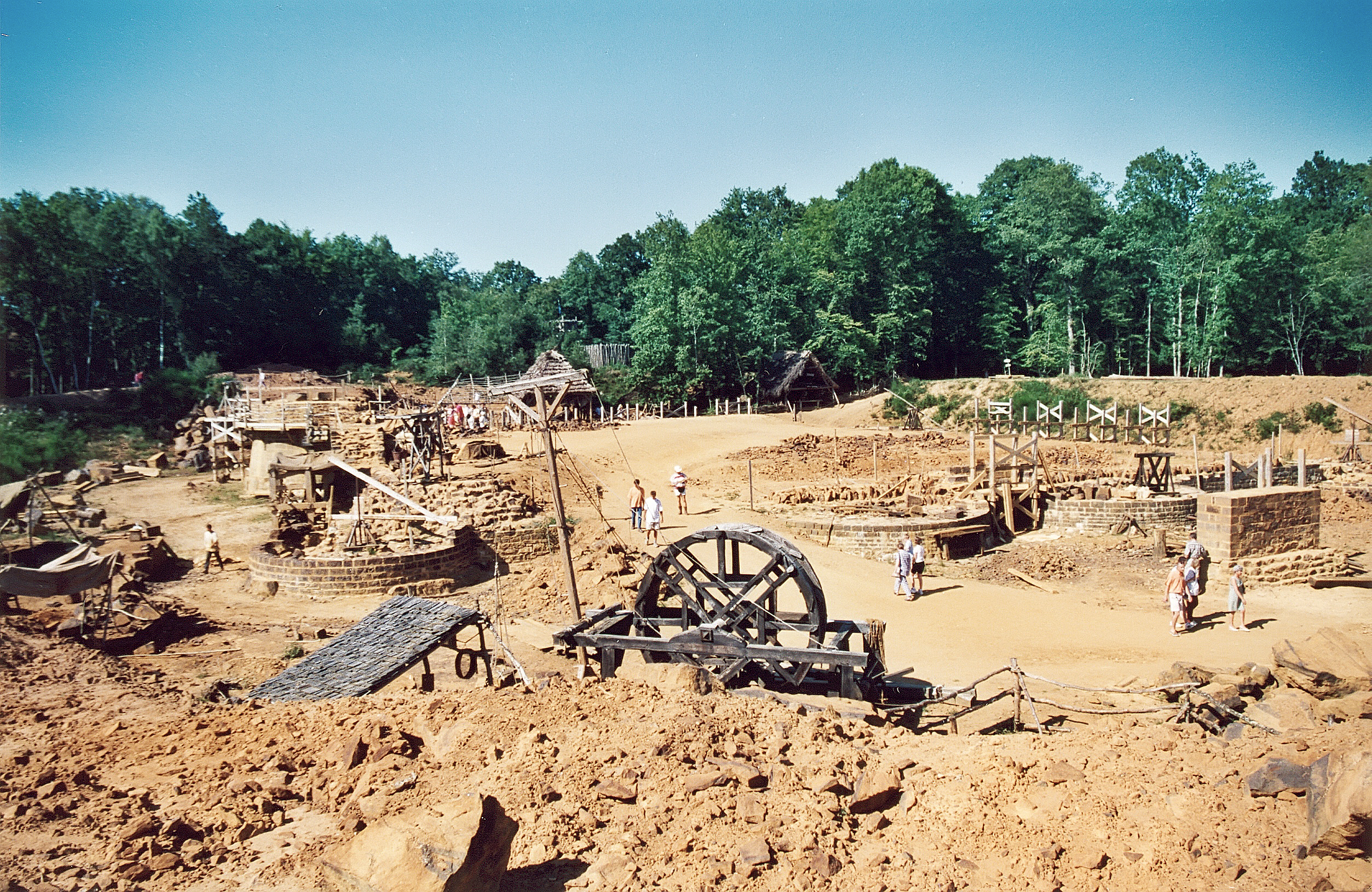
Neubau der Burg Guédelon im Jahr 2000, inmitten eines wiedereröffneten Steinbruchs
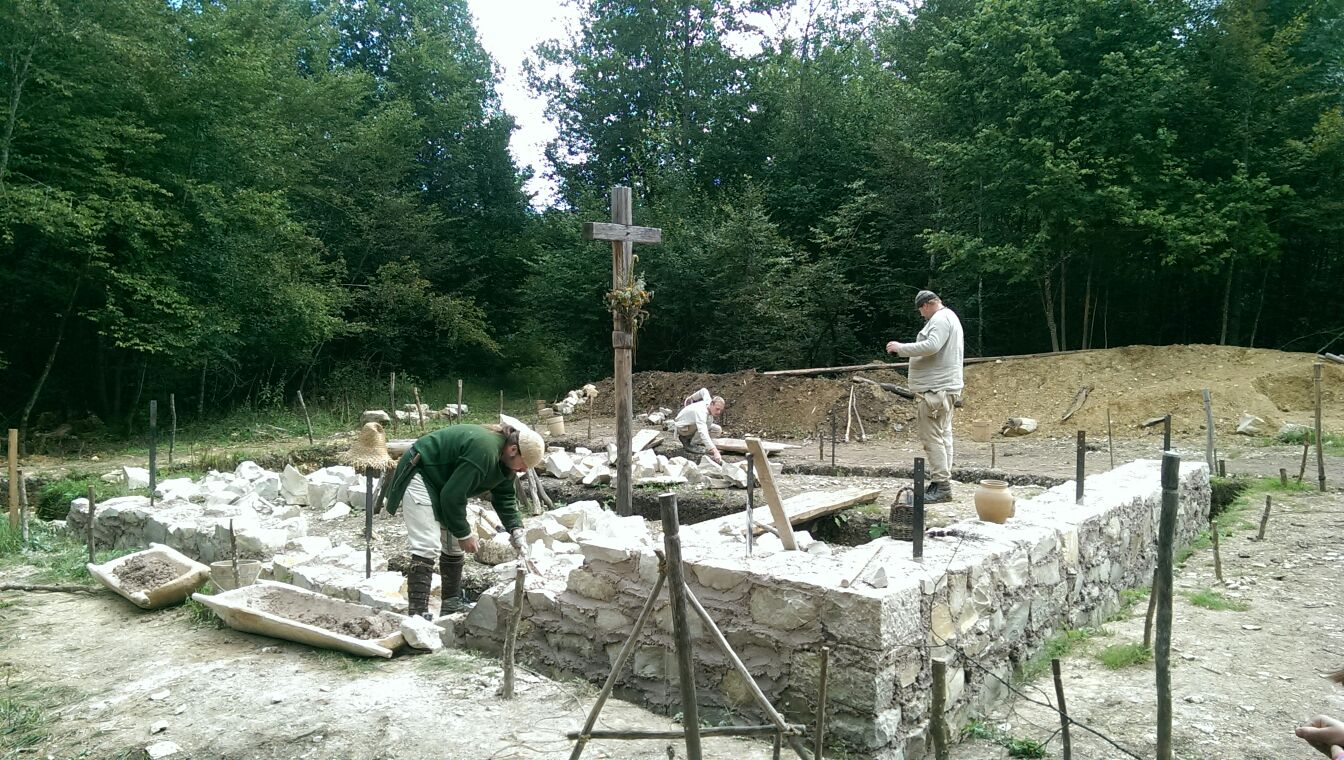
Aufmauern der Außenmauer der Holzkirche für den Campus Galli bei Meßkirch 2014
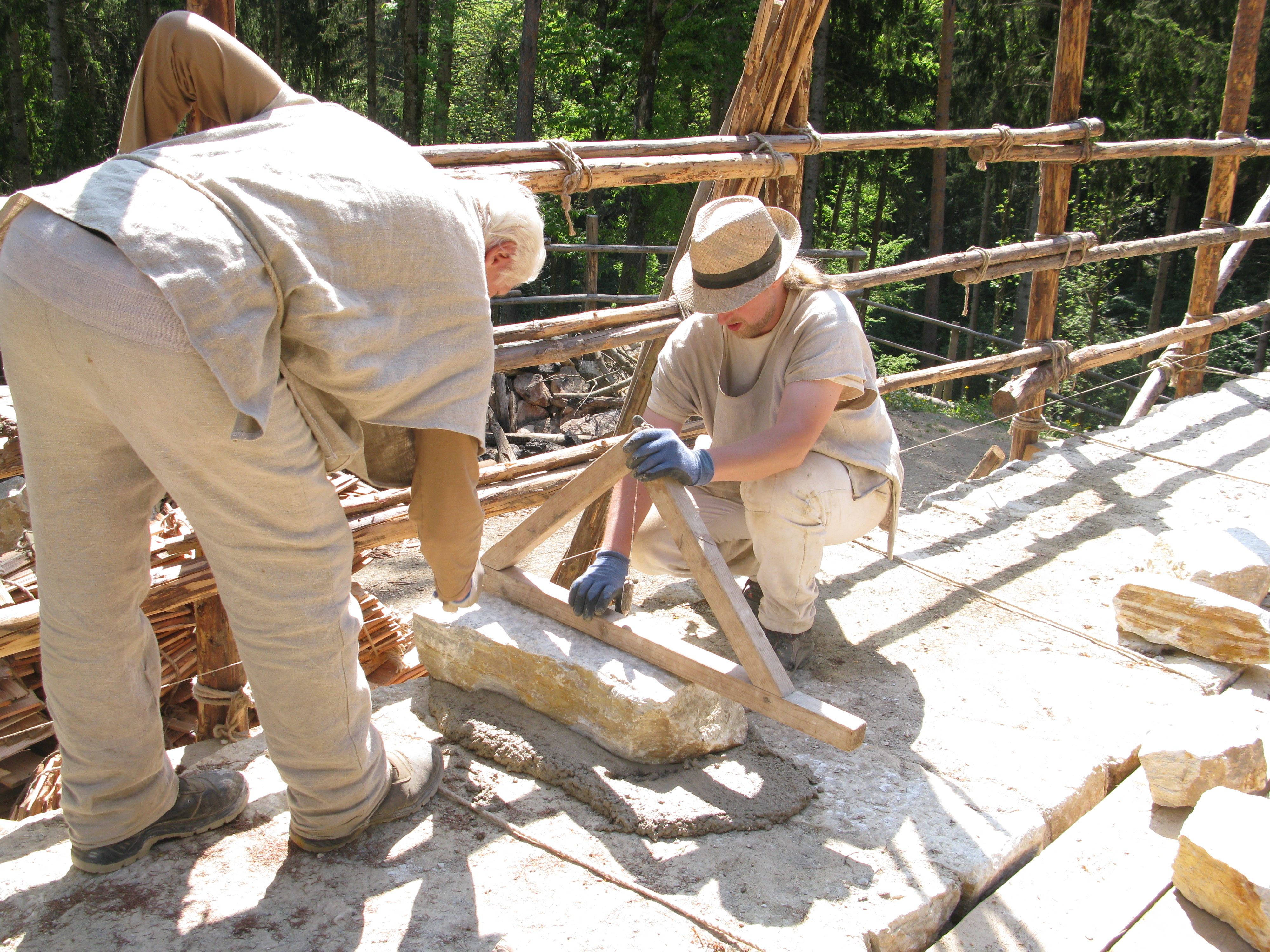
Maurer beim Einsetzen eines Bruchsteins in den romanischen Wohnturm der Burgbau Friesach